# Sophia Vegas

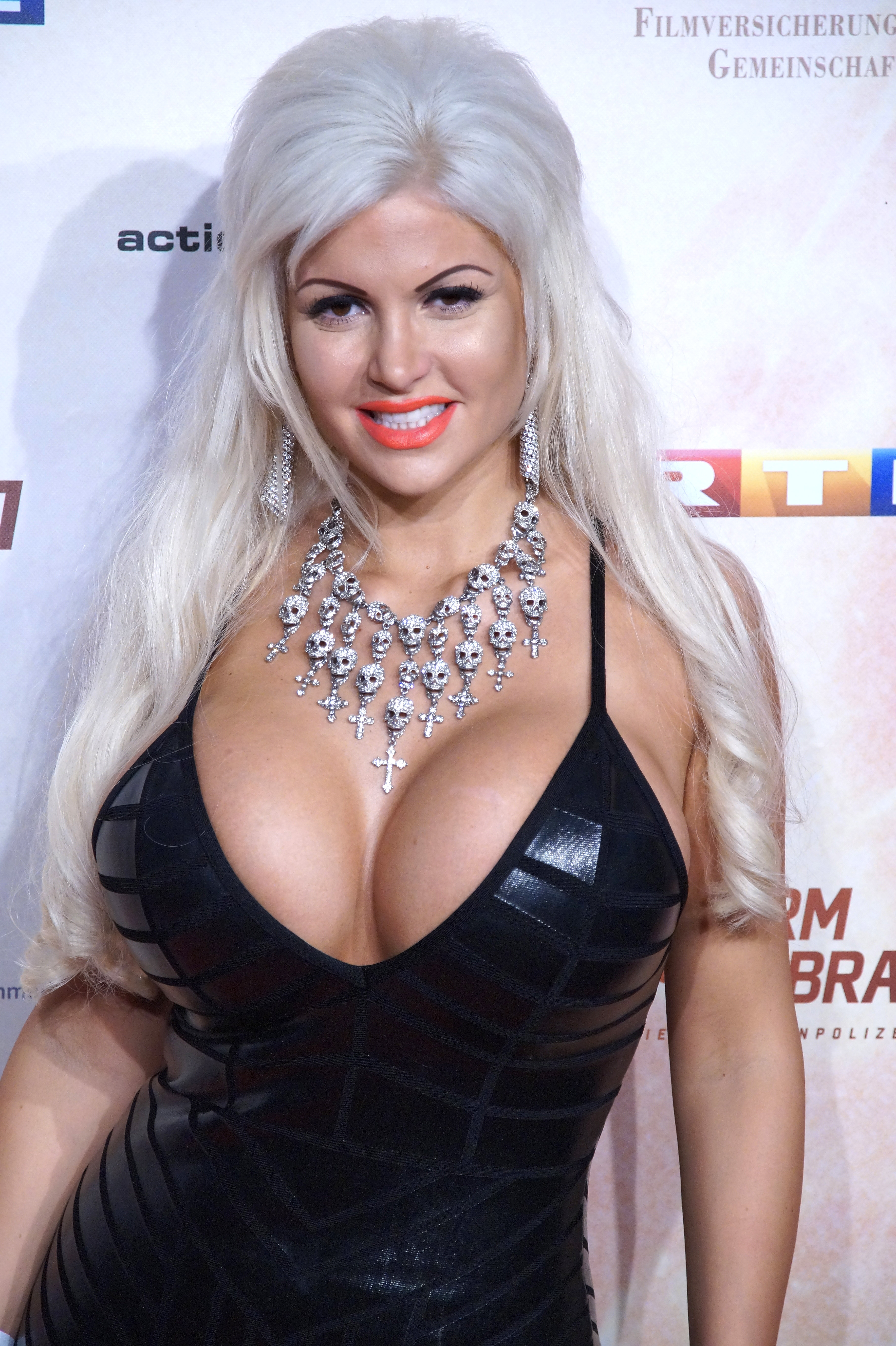
Sophia Vegas bei der Premiere der 300. Folge Alarm für Cobra 11 im April 2016.

Sophia Vegas (* 1. September 1987 in Ost-Berlin als Sophia Hildebrand, geschiedene Sophia Wollersheim, bürgerlich Sophia Charlier) ist eine deutsche Reality-TV-Teilnehmerin.

## Leben
Als Sophia Hildebrand ein Kleinkind war, trennten sich ihre Eltern. 2007 begann sie ein Studium der Journalistik, Mediendesign und Marktforschung an einer freien Akademie, das sie jedoch 2009 abbrach. Anschließend arbeitete sie bei einer Fitnessstudiokette und machte sich als Immobilienmaklerin selbstständig. Am 9. November 2010 heiratete sie in Nevada den damaligen Düsseldorfer Bordellbetreiber Bert Wollersheim. 2016 trennte sich das Paar. 2017 erfolgte die Scheidung.
2011 war sie Hauptdarstellerin der Dokusoap Die Wollersheims – Eine schrecklich schräge Familie, die in acht Folgen zuzüglich eines „X. Mas Specials“ von RTL II ausgestrahlt wurde. Im Juli 2013 war sie Teilnehmerin der Reality-Show Wild Girls – Auf High Heels durch Afrika. Zusammen mit Micaela Schäfer war Sophia Wollersheim Werbegesicht der 17. Berliner Erotikmesse Venus im Jahr 2013. Im Januar 2016 nahm sie an der 10. Staffel von Ich bin ein Star – Holt mich hier raus! teil und belegte dabei den 2. Platz.
Im August 2018 war sie Teilnehmerin der sechsten Staffel von Promi Big Brother auf Sat.1. In der Sendung gab sie ihre Schwangerschaft bekannt. Sie belegte Platz 12, nachdem sie die Sendung aus medizinischen Gründen verlassen musste. Vater des Mädchens ist der US-amerikanische Investmentberater Daniel Charlier, mit dem sie seit Mitte 2018 in Beverly Hills wohnt. Charlier hat aus früheren Beziehungen fünf Kinder. Seit dem 15. September 2019 ist sie mit Daniel Charlier verheiratet.

## Sonstiges
Sophia Vegas hat sich mehreren schönheitschirurgischen Eingriffen unterzogen. So hat sie insgesamt dreimal eine Brustvergrößerung vornehmen lassen, zuletzt auf die BH-Größe 70K. Zudem ließ sie ihre Nase vier Mal operativ verändern. Im Sommer 2017 ließ sie sich in den USA chirurgisch beidseitig die zwei unteren Rippen entfernen. In Deutschland werden derartige Eingriffe nicht durchgeführt. Ihre Teilnahme an der sechsten Staffel von Promi Big Brother stand heftig in der Kritik, nachdem sie in einem Konflikt mit Sylvia Wollny die Gruppe als „Schwuler Haufen“ bezeichnete.

## Fernsehauftritte
- 2011–2012: Die Wollersheims – Eine schrecklich schräge Familie[19][20]
- 2013: Wild Girls – Auf High Heels durch Afrika[21]
- 2013: Familien-Duell Prominenten-Special[22]
- 2014: Promi Shopping Queen
- 2016: Ich bin ein Star – Holt mich hier raus! (Zweitplatzierte)
- 2016: Das perfekte Promi-Dinner
- 2016: Die große ProSieben Völkerball Meisterschaft 2016
- 2016: Grill den Henssler
- 2016: Das große Promibacken – Weihnachtsspezial
- 2017: NakedKitchen – Scharfe Girls am Herd
- 2017: Promi Shopping Queen
- 2017: Der Trödeltrupp
- 2018: Dinner Party
- 2018: Stars im Spiegel – Sag mir, wie ich bin[23]
- 2018: Promi Big Brother
- 2020: Promi Shopping Queen

## Singles
- 2015: Geil
- 2015: Ich will heut Spass
- 2015: Herz an Herz (feat. Willi Wedel)
- 2016: Lick
- 2017: Whipping (feat. Snoop Dogg)